# Миникаријело (Беневенто)
Миникаријело је насеље у Италији у округу Беневенто, региону Кампанија.
Према процени из 2011. у насељу је живело 7 становника. Насеље се налази на надморској висини од 603 м.